# Старіш Ілля Ігорович
Ілля́ І́горович Ста́ріш (1997—2022) — молодший сержант Збройних сил України, учасник російсько-української війни.

## З життєпису
Народився 1997 року в селі Костянтинівка. У батьків Валентини Миколаївни та Ігоря Пантелійовича був наймолодшим. До 4 класу вчився у Костянтинівці, закінчував школу в Розівці. Вступив до Морського університету, опанував спеціальність корабельного механіка. Здобувши ступінь бакалавра, перевівся на заочне навчання.
Нічого не сказавши батькам, Ілля підписав контракт із ЗСУ — рідних поставив перед фактом. Пройшовши підготовку у навчальному центрі, дістав направлення до Білгород-Дністровського прикордонного загону. Був відряджений на півострів Чонгар, прослужив там три роки.
23 лютого 2022 року сержанту Старішу з побратимами довелося першими прийняти бій з росіянами на контрольно-пропускному пункті «Чонгар». Чотири бійці прийняли нерівний бій з окупантами й полягли смертю Героїв. Ілля Старіш першим помітив активність ворога, після чого підрозділ підняли до бою.
Орден «За мужність» отримали батьки.
Похований у рідному селі.

## Нагороди і вшанування
- орден «За мужність» III ступеня
- У селі Розівка Одеської області відкрили й освятили меморіальну дошку на честь загиблого прикордонника Іллі Старіша. Її встановили на фасаді гімназії[4]